# Rhinolophus hillorum
Rhinolophus hillorum (Koopman, 1989) è un Pipistrello della famiglia dei Rinolofidi diffuso nell'Africa occidentale.

## Descrizione
Pipistrello di medie dimensioni, con la lunghezza totale tra 94 e 112 mm, la lunghezza dell'avambraccio tra 52 e 57 mm, la lunghezza della coda tra 30 e 41 mm, la lunghezza del piede tra 12 e 14 mm, la lunghezza delle orecchie tra 21 e 24 mm e un peso fino a 25 g.
La pelliccia è lunga, soffice e lanuginosa. Le parti ventrali variano dal marrone al bruno-grigiastro mentre quelle ventrali sono più chiare. LE orecchie sono relativamente corte e con 11-12 pieghe trasversali nella parte interna del padiglione auricolare. La foglia nasale presenta una lancetta corta, stretta e con la punta arrotondata, la sella è priva di peli, con i margini paralleli e leggermente divergenti verso l'estremità arrotondata e un processo connettivo con un profilo ellittico, alto e stretto. La porzione anteriore è attraversata da un incavo longitudinale distinto. Il labbro inferiore ha un profondo solco longitudinale. Le membrane sono bruno-nerastre. La prima falange del quarto dito è relativamente lunga. La coda è lunga ed inclusa completamente nell'ampio uropatagio. Il primo premolare superiore è assente.

## Biologia

### Comportamento
Si rifugia in piccoli gruppi all'interno di grotte, miniere e sotto i ponti insieme ad altre specie di pipistrelli. Ad alte quote durante il giorno entra in uno stato di torpore.

### Alimentazione
Si nutre di insetti.

### Riproduzione
Una femmina gravida è stata catturata alla fine di gennaio. Danno alla luce un piccolo alla volta.

## Distribuzione e habitat
Questa specie è diffusa lungo il confine tra la Liberia e la Guinea, Nigeria centro-meridionale e Camerun occidentale. Un individuo catturato nel Sud sudan potrebbe appartenere a questa specie.
Vive nelle foreste montane tra 1.400 e 1.950 metri di altitudine.

## Conservazione
La IUCN Red List, considerato l'areale limitato e il declino del proprio habitat montano, classifica R.hillorum come specie prossima alla minaccia di estinzione (Near Threatened).